# Уивер, Кейтлин
Ке́йтлин Уи́вер (англ. Kaitlyn Weaver; род. 12 апреля 1989, Хьюстон, Техас) — канадская фигуристка, выступающая в танцах на льду. В паре с Эндрю Поже становилась серебряным призёром чемпионата мира (2014), чемпионкой четырёх континентов (2010, 2015), победительницей финала Гран-при (2014, 2015) и чемпионкой Канады (2015, 2016, 2019).

## Карьера
Первоначально Кэйтлин Уивер представляла США в паре с Чарльзом Клави. Они были серебряными призёрами чемпионата США среди новисов, участвовали в этапах юниорского Гран-при. Эта пара распалась в 2006 году.
Уивер стала представлять Канаду в паре с Эндрю Поже. Они выиграли бронзу национального чемпионата в свой первый совместный сезон (2006—2007) и представляли Канаду на чемпионате мира среди юниоров, где также завоевали там бронзовые медали. На чемпионате мира того же года пара стала 20-й.
Уивер получила гражданство Канады 22 июня 2009 года. Первой серьёзной победы пары стало золото на чемпионате четырёх континентов 2010 года.
Очень удачным сезоном стал послеолимпийский. В декабре 2014 года пара выиграла Финал Гран-при в Барселоне; затем они впервые стали чемпионами Канады. В середине февраля пара после пятилетнего перерыва вернула себе звание чемпионов четырёх континентов, при этом проигрывая после короткой программы. На чемпионате мира в Шанхае фигуристы занимали второе место после короткой программы,(улучшив прежние достижения в ней), но в произвольной программе они показали превосходное катание, но не превзошли лидеров короткой; а пропустили вперёд ещё и чемпионов, которыми стали французские фигуристы Габриэла Пападакис и Гийом Сизерон. В середине апреля на заключительном старте сезоне на командном чемпионате мира в Японии пара удачно выступила в обеих видах программ (в короткой были улучшены прежние достижения).
Новый сезон пара открыла в Финляндии на турнире Трофей Финляндии, где они уверенно заняли первое место. В конце октября фигуристы выступали на домашнем льду в серии Гран-при на турнире Skate Canada. Их выступление  было удачным, они финишировали на первом месте. Затем они выиграли этап в Москве и вышли в финал, где стали победителями. Через месяц на национальном чемпионате фигуристы стали двукратными чемпионами страны. В феврале на континентальном чемпионате в Тайбэе канадские танцоры выиграли бронзовые медали. В начале апреля в Бостоне на мировом чемпионате фигуристы вошли в число пяти лучших пар и улучшили свои прежние достижения в произвольной программе. В конце апреля, выступая в США за команду Америки, на Кубке континентов пара улучшила свои предыдущее спортивное достижение в произвольной программе.
Новый предолимпийский сезон канадская пара начала в ноябре, когда они выступали на этапе Гран-при в Москва и на Кубке Ростелекома заняли третье место. На своём втором в сезоне выступление на этапе Гран-при в Китае канадские танцоры заняли на Кубке Китая второе место, обновив лучший результат в короткой программе. Однако это не позволило прошлогодним победителям выйти в финал Гран-при, они стали запасными. В январе 2017 года на национальном чемпионате в Оттаве фигуристы не смогли составить конкуренцию ведущей канадской паре и финишировали на втором месте. В середине февраля фигуристы выступали в южнокорейском городе Каннын на континентальном чемпионате, где заняли пятое место. В конце марта канадские фигуристы выступали на мировом чемпионате в Хельсинки, где им удалось в упорной борьбе занять четвёртое место. При этом они улучшили свои прежние достижения в сумме и коротком танце. Через три недели на заключительном турнире сезона командном чемпионате мира канадские спортсмены выступили удачно, улучшили все свои прежние спортивные достижения и заработали практически максимальное количество баллов. При этом канадская сборная осталась без медалей.
Новый олимпийский сезон канадские танцоры начали дома в Канаде, где на турнире Autumn Classic International они выступили удачно, и финишировали с серебряной медалью. Через месяц пара выступала в серии Гран-при на домашнем этапе, где финишировали с серебряными медалями. Им также удалось улучшить своё прежнее достижение в коротком танце. В середине ноября спортсмены выступили на французском этапе Гран-при, где они заняли место рядом с пьедесталом. В середине января 2018 года в Ванкувере на национальном чемпионате спортсмены финишировали только третьими среди танцевальных пар Канады. В середине февраля в Канныне на личном турнире Олимпийских игр канадские фигуристы финишировали в середине десятке лучших танцоров.

## Программы
(с Э. Поже)
| Сезон     | Оригинальный/Короткий танец | Произвольный танец                                                                            |
| --------- | --- | --------------------------------------------------------------------------------------------- |
| 2015—2016 | Вальс:The Blue Danube Полька: Annen-Polka, Op. 117 Вальс: The Blue Danube Иоганн Штраус Вальс:Can't Help Falling in Love Фокстрот: Heartbreak Hotel Элвис Пресли | This Bitter Earth/ On the Nature of Daylight Дина Вашингтон, Макс Рихтер Run Людовико Эйнауди |
| 2014—2015 | Пасодобль: La Virgen de la Macarena | Времена года Антонио Вивальди                                                                 |
| 2013—2014 | Квикстеп: 42nd Street - Finale Гарри Уоррен | A levare Yo soy Maria Milonga de la Anunciacion Гидеон Крамер, Астор Пьяццолла                |
| 2012—2013 | Вальс: Edelweiss Полька: Do Re Mi Вальс: Favourite Things Полька: Do Re Mi из саундтрека к фильму «Звуки музыки» Ричард Роджерс и Оскар Хаммерстайн              | Humanity in Motion Натан Ланье                                                                |
| 2011—2012 | Румба: Historia de un amor Перес Прадо Самба: Batacuda DJ Dero                                                                                                   | Je suis malade Серж Лама, Карл Хьюго                                                          |
| 2010—2011 | Вальс: «At Last» Этта Джеймс и Квикстеп:«Щека к щеке» Ирвинг Берлин                                                                                              | Саундтрек к фильму «Мулен Руж»                                                                |
| 2009—2010 | Испанское фламенко | Фантазия Эндрю Ллойд Уэббер                                                                   |
| 2008—2009 | Swing Brother Swing & Harlem Nocturne Конрад Корша и Джонатан Смит                                                                                               | «Доктор Живаго» Морис Жарр                                                                    |
| 2007—2008 | «Дорогой длинною» Мартин Ласс | «Blues for Klook» Эдди Лоис                                                                   |
| 2006—2007 | «Jeanne y Paul» Астор Пьяццолла «Verano Porteno» из «Истории Танго» Рауль Карелло                                                                                | «One Fine Day» из «Мадам Баттерфляй» Джакомо Пуччини                                          |

## Результаты
| Выступления с Чарлзом Клави за США |       |       |       |
| Соревнования                       | 03/04 | 04/05 | 05/06 |
| Международные                      |       |       |       |
| Юниорский Гран-при Андорры         |       |       | 5     |
| Юниорский Гран-при Хорватии        |       |       | 5     |
| Национальные                       |       |       |       |
| Чемпионат США среди юниоров        |       |       | 4     |
| Чемпионат США среди новичков       | 7     | 2     |       |

| Результаты выступлений с Эндрю Поже за Канаду |       |       |       |       |       |       |       |       |       |       |       |       |       |
| Соревнования                                  | 06/07 | 07/08 | 08/09 | 09/10 | 10/11 | 11/12 | 12/13 | 13/14 | 14/15 | 15/16 | 16/17 | 17/18 | 18/19 |
| Международные                                 |       |       |       |       |       |       |       |       |       |       |       |       |       |
| Олимпийские игры                              |       |       |       |       |       |       |       | 7     |       |       |       | 7     |       |
| Чемпионат мира                                | 20    | 17    |       |       | 5     | 4     | 5     | 2     | 3     | 5     | 4     | 3     | 5     |
| Четыре континента                             |       | 5     | 5     | 1     | 4     | 3     |       |       | 1     | 3     | 5     |       | 2     |
| Финал Гран-при                                |       |       |       |       | 5     | 4     |       | 5     | 1     | 1     |       |       |       |
| Гран-при Франции                              |       | 7     |       |       |       |       |       |       |       |       |       | 4     |       |
| Гран-при Канады                               |       | 6     |       | 3     |       | 2     |       | 2     | 1     | 1     |       | 2     |       |
| Гран-при Японии                               |       |       | 7     |       | 2     | 2     |       |       | 1     |       |       |       |       |
| Гран-при Китая                                |       |       | 6     | 6     |       |       | 3     |       |       |       | 2     |       |       |
| Гран-при США                                  |       |       |       |       | 4     |       | 3     |       |       |       |       |       |       |
| Гран-при России                               |       |       |       |       |       | 2     |       | 2     |       | 1     | 3     |       |       |
| Мемориал Непелы                               |       |       |       |       |       |       | 1     |       |       |       |       |       |       |
| U.S. Classic                                  |       |       |       |       |       |       |       | 2     |       |       |       |       |       |
| Nebelhorn Trophy                              |       |       |       |       |       |       |       |       | 1     |       |       |       |       |
| Finlandia Trophy                              |       |       |       |       |       |       |       |       |       | 1     |       |       |       |
| World Team Trophy                             |       |       |       |       |       |       | 2     |       | 4     |       | 4     |       | 5     |
| Autumn Classic                                |       |       |       |       |       |       |       |       |       |       |       | 2     | 1     |
| Международные среди юниоров                   |       |       |       |       |       |       |       |       |       |       |       |       |       |
| Чемпионат мира                                | 3     |       |       |       |       |       |       |       |       |       |       |       |       |
| Гран-при Тайваня                              | 3     |       |       |       |       |       |       |       |       |       |       |       |       |
| Гран-при Чехии                                | 3     |       |       |       |       |       |       |       |       |       |       |       |       |
| Национальные                                  |       |       |       |       |       |       |       |       |       |       |       |       |       |
| Чемпионат Канады                              | 3     | 2     | 3     | 3     | 2     | 2     |       | 2     | 1     | 1     | 2     | 3     | 1     |